# Mynonebra opaca
Mynonebra opaca är en skalbaggsart som beskrevs av Fisher 1925. Mynonebra opaca ingår i släktet Mynonebra och familjen långhorningar.
Artens utbredningsområde är Filippinerna. Inga underarter finns listade i Catalogue of Life.